# La Genétouze
La Genétouze település Franciaországban, Charente-Maritime megyében. Lakosainak száma 220 fő (2022. január 1.). La Genétouze Médillac, Rioux-Martin, Sauvignac, Yviers, Boscamnant, Le Fouilloux és Saint-Aigulin községekkel határos.

## Népesség
A település népességének változása:
| Lakosok száma | 379  | 305  | 268  | 216  | 209  | 224  | 230  | 234  | 229  | 220  |
|               | 1968 | 1982 | 1990 | 2006 | 2013 | 2015 | 2017 | 2019 | 2020 | 2022 |